# Gilera RCR 50
Gilera RCR 50 je motocykl kategorie enduro, vyvinutý italskou společností Gilera, vyráběný od roku 2006. 
O pohon motocyklu se stará dvoudobý jednoválec chlazený kapalinou, který disponuje zdvihovým objemem 49,9 cm³. Převodovka je šestistupňová. 

## Technické parametry
- Rám: dvojitý páteřový z hliníkových slitin
- Suchá hmotnost: 96 kg
- Pohotovostní hmotnost: 103 kg
- Nejvyšší rychlost: 75 km/hod
- Spotřeba paliva: 3,5 l/100 km
- Cena prvního uvedeného motocyklu: 95 000 Kč